# Leucothoides pottsi
Leucothoides pottsi är en kräftdjursart. Leucothoides pottsi ingår i släktet Leucothoides och familjen Leucothoidae. Inga underarter finns listade i Catalogue of Life.